# Olof Seger
Olof Anton Seger, född 27 december 1880 i Holmestads församling i dåvarande Skaraborgs län, död 27 februari 1973 i Maria Magdalena församling i Stockholm, var en svensk lärare och författare.
Olof Seger var son till lantbrukaren Sven Olofsson och Anna Andersdotter (Seger). Han var verksam som lärare vid Viggbyholmsskolan i Täby. Han debuterade som författare med David Petander: en skildring av hans vandringsår (1929) följt av Den besynnerlige Linus: barn- och ungdomsstudie (1932), därefter tre romaner Som människa (1933), Så är livet (1934) och Rolf har ett budskap (1941) samt slutligen Emanuella Carlbeck: en pioniärs levnadsteckning (1945) och En tidlös pedagog: rektor Johannes Kerfstedt (1957).
Han gifte sig 1937 med Elinor Melin (1895–1986), dotter till kontraktsprosten Samuel Melin och Hilda Stenborg samt syster till Elias, Daniel, Paul och Ruben Melin.